# WMAP
WMAP (англ. Wilkinson Microwave Anisotropy Probe) — космический аппарат НАСА, предназначенный для изучения реликтового излучения, образовавшегося в результате Большого взрыва. Миссия была разработана в рамках партнерства между Центром космических полётов имени Годдарда НАСА и Принстонским университетом и возглавлялась профессором Чарльзом Л. Беннеттом из Университета Джонса Хопкинса. Космический аппарат WMAP был запущен 30 июня 2001 года из Флориды. WMAP смог выполнить космическую миссию COBE и стал вторым космическим кораблём среднего класса (MIDEX) в программе NASA Explorers. Изначально аппарат назывался MAP (англ. «карта»). После кончины одного из научных руководителей проекта, Дэвида Уилкинсона (Wilkinson) 5 сентября 2002 года, спутник был переименован в его честь. После девяти лет работы WMAP был отключён в 2010 году после запуска более совершенной космической обсерватории Планк, запущенной Европейским космическим агентством в 2009 году.
С октября 2001 по 2009 год передавал на Землю результаты сканирования небесной сферы; на основе данных была составлена радиокарта неба на нескольких длинах волн: от 1,4 см до 3 мм. Измерения WMAP сыграли ключевую роль в создании текущей Стандартной модели космологии: модели лямбда-CDM.
Миссия получила различные награды: согласно журналу Science, WMAP стал прорывом года в 2003 году. Результаты этой миссии были первыми и вторыми в списке «Супер-горячих статей в науке в 2003 году». Из наиболее часто упоминаемых статей по физике и астрономии в базе данных INSPIRE-HEP с 2000 года были опубликованы только три, и все три являются публикациями WMAP. Беннетт, Лайман А. Пейдж-младший и Дэвид Н. Сперджел поделили между собой Шоу-приз 2010 года в области астрономии за их работу над WMAP. Беннетт и научная команда WMAP в 2012 году были награждены премией Грубера по космологии. Приз за прорыв в фундаментальной физике в 2018 году был присуждён Беннетту, Гари Хиншоу, Норману Яросику, Пейджу, Спергелю и научной команде WMAP.

## Сведения об аппарате
Аппарат был доставлен в Космический центр Кеннеди 20 апреля 2001 г. После двухмесячного прохождения тестов и проверок был запущен 30 июня на борту ракеты-носителя Дельта-2.
Достиг точки Лагранжа 1 октября 2001 года. Первое полнообзорное сканирование небесной сферы завершил в апреле 2002 года.
Первоначально предполагалось, что продолжительность активного существования зонда составит 27 месяцев, из которых 3 месяца уйдут на перемещение аппарата в точку либрации L2, а ещё 24 месяца — собственно на наблюдения микроволнового фона. По завершении ожидаемого срока работы было решено продлить миссию до сентября 2009 года.
- Размеры: 3,8×5 м;
- Масса: 840 кг;
- Орбита: Орбита Лиссажу около точки Лагранжа L2 системы Солнце-Земля в 1,5 млн км от Земли.
- Чувствительность радиометров: 20 микрокельвинов на пиксел (квадрат со стороной 0,3°).

6 октября 2010 года НАСА объявило, что спутник закончил свою миссию и будет отправлен на орбиту захоронения.

## Научные результаты
Собранная WMAP информация позволила учёным построить самую детальную на сегодняшний день карту флуктуаций температуры распределения микроволнового излучения на небесной сфере (если исключить данные полученные с Planck). Ранее подобную карту удалось построить по данным аппарата НАСА COBE, однако её разрешение существенно — в 35 раз — уступало данным, полученным WMAP.
Данные WMAP показали, что распределение температуры реликтового излучения по небесной сфере соответствует полностью случайным флуктуациям с нормальным распределением. Параметры функции, описывающей измеренное распределение, согласуются с моделью Вселенной, состоящей:
- на 4 % из обычного вещества,
- на 23 % из так называемой тёмной материи (возможно, из гипотетических тяжёлых суперсимметричных частиц) и
- на 73 % из тёмной энергии, вызывающей ускоренное расширение Вселенной.

Данные WMAP позволяют утверждать, что тёмная материя является холодной (то есть состоит из тяжёлых частиц, а не из нейтрино или каких-либо других лёгких частиц). В противном случае лёгкие частицы, движущиеся с релятивистскими скоростями, размывали бы малые флуктуации плотности в ранней Вселенной.
Среди других параметров, из данных WMAP определены (исходя из ΛCDM-модели, то есть фридмановской космологической модели с Λ-членом и холодной тёмной материей англ. Cold Dark Matter):
- возраст Вселенной: (13.73 ± 0.12)⋅109 лет;
- постоянная Хаббла: 71 ± 4 км/с/Мпк;
- плотность барионов в настоящее время: (2,5 ± 0,1)⋅10−7 см−3;
- параметр плоскостности Вселенной (отношение общей плотности к критической): 1,02 ± 0,02;
- суммарная масса всех трёх типов нейтрино: <0,7 эВ.

Результаты WMAP были уточнены космической обсерваторией «Планк» Европейского космического агентства.